# Phantom Fortunes
Phantom Fortunes è un film muto del 1916 diretto da Paul Scardon. Il film segnò il debutto sullo schermo dell'attore Barney Bernard.

## Produzione
Il film fu prodotto dalla Vitagraph Company of America.

## Distribuzione
Il copyright del film, richiesto dalla Vitagraph Co. of America, fu registrato il 24 agosto 1916 con il numero LP9000.
Distribuito dalla V-L-S-E, il film uscì nelle sale cinematografiche statunitensi l'11 settembre 1916.